# Vale da Morte (Cubatão)
Vale da Morte é o termo pelo qual ficou conhecido o município paulista de Cubatão em função da poluição atmosférica de origem industrial que ganhou repercussão na década de 1980. 

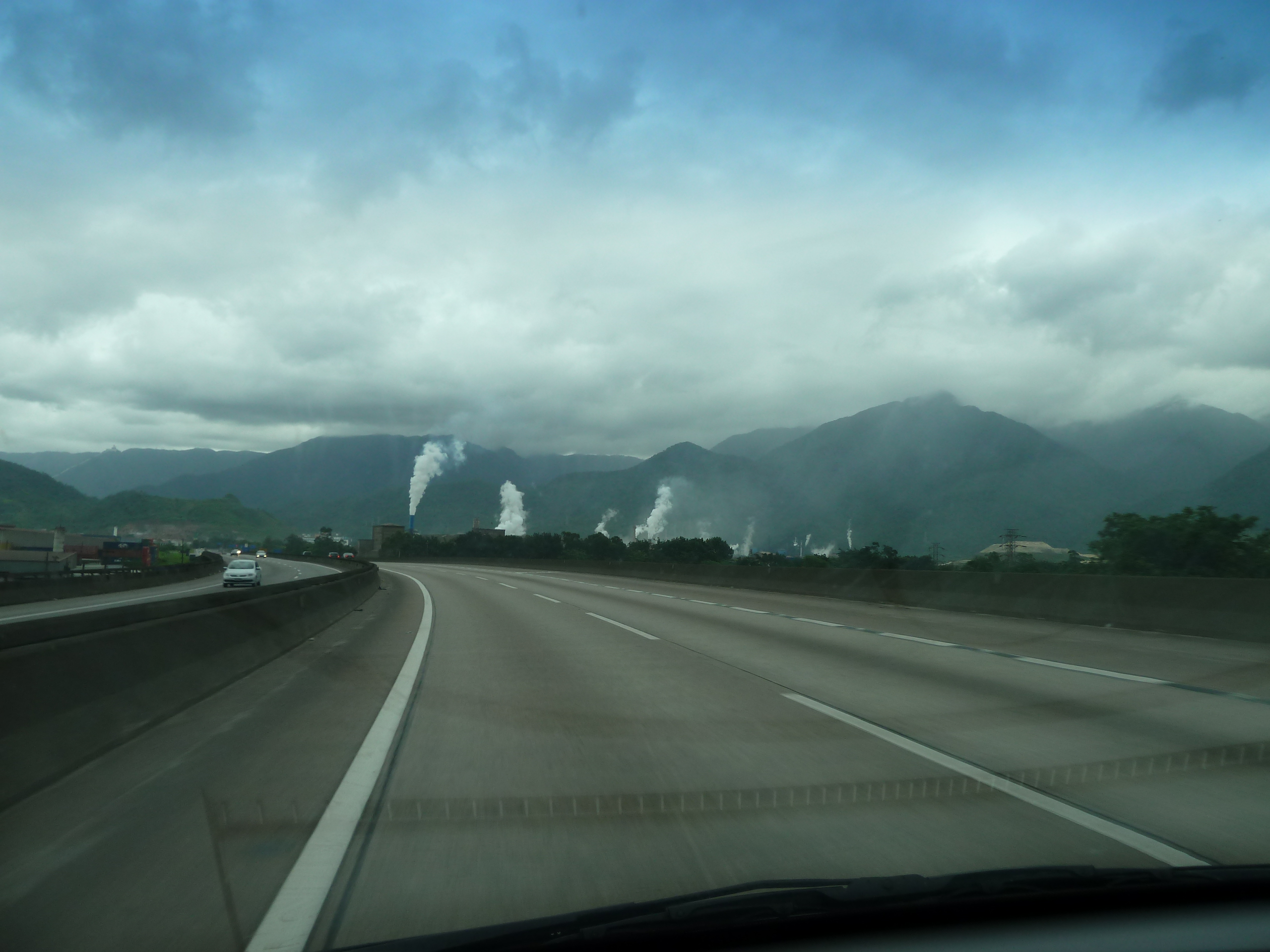
Panorama da poluição do ar em Cubatão

## Origem do termo
Durante a década de 1980, Cubatão ficou conhecida mundialmente pelos problemas de saúde da população relacionados à poluição atmosférica, sendo apontada pela Organização das Nações Unidas como o município mais poluído do mundo.
O termo foi criado pelo jornalista brasileiro Randau Marques para chamar a atenção da opinião pública para os problemas de saúde e o alto índice de mortalidade que a cidade de Cubatão, localizada dentro de um vale, sofria em decorrência da poluição ambiental.
O fato é que no início da década de 1980 a poluição atmosférica ocasionou aumento de doenças pulmonares e foi associada ao aumento do número de casos de crianças recém-nascidas com anencefalia (sem cérebro), de acordo com as pesquisas de Paulo César Naoum.

## Repercussão internacional
Em inglês, o termo "Vale da Morte" foi traduzido para "Valley of Death", tendo sido utilizado em diversas reportagens sobre os problemas ambientais em Cubatão que foram publicadas em jornais e revistas como The New York Times, Los Angeles Times e The Baltimore Sun.
Por exemplo, no The Washington Post foi publicado em 1984 que Cubatão seria a cidade mais poluída do mundo e que os seus 80 mil residentes estavam expostos a sérios riscos à saúde: 
| “ | The town's reputation as the world's dirtiest city has earned it the title "valley of death," and its 80,000 residents are exposed to serious health risks. A project funded by the National Scientific Research Council found that 12 in every 10,000 babies were born without brains--three times the national average. | ” |
|   | — HOUSE, Robert. Industrial Accidents Rock Brazil. The Washington Post, 01/04/1984. |   |

## Recuperação ambiental

### Anos 1990
A partir dos anos 1990, e passados alguns anos desde os problemas ambientais relatados nos anos 1970 e 1980, a cidade passou a ser chamada de Vale da Vida, como se pode ler na reportagem do The New York Times:
| “ | Out of place in this tableau was the background: metal chimneys and ducts of a riverside styrene plant. Even more out of place was a label that Brazilian environmentalists long ago gave to this industrial city: the Valley of Death. [...] Cubatao appeared to have hit bottom in 1981, the year Mr. Serra and a group of fellow thinkers formed a group called Valley of Life. | ” |
|   | — BROOKE, James. Cubatao Journal; Signs of Life in Brazil's Industrial Valley of Death. The New York Times, 15/06/1991. |   |

### Anos 2000
Entretanto, levantamentos recentes apontam que Cubatão, mesmo depois de três décadas ainda pode ser chamada de "Vale da Morte":
| “ | Em 1977, a emissão de componentes químicos tóxicos como monóxido de carbono, benzeno, óxidos de enxofre e nitrogênio, hidrocarbonetos e material particulado liberados em Cubatão ultrapassava mil toneladas por dia. [...] Em 2013, um estudo de pesquisadores da USP concluiu que, mesmo em níveis aceitáveis, a poluição do ar em Cubatão ainda tem sérios efeitos na saúde da população. | ” |
|   | — COSTA, Camilla. Mais de 3 décadas após ‘Vale da Morte’, Cubatão volta a lutar contra alta na poluição. BBC Brasil, 10/03/2017. |   |